# Chiesa di San Maurizio (Vedano Olona)
La chiesa di San Maurizio è la parrocchiale di Vedano Olona, in provincia di Varese ed arcidiocesi di Milano; fa parte del decanato di Tradate.

## Storia
Nel Liber seminarii del 1564 si legge che Vedano era una rettoria dipendente dalla pieve di Castelseprio. Tuttavia, a partire dal XVI secolo la chiesa vedanese entrò a far parte della pieve foraniale di Carnago.
Nel 1618 l'originaria cappelletta venne demolita e al suo posto sorse la nuova chiesa, come era desiderio dell'arcivescovo Federigo Borromeo. Nel 1622 la chiesa venne aperta al culto, mentre poté dirsi completata in ogni sua parte solo nel 1640.
Dalla relazione della visita pastorale del 1747 dell'arcivescovo di Milano Giuseppe Pozzobonelli s'apprende che a servizio della cura d'anime v'era il solo parroco, che i fedeli ammontavano a 991 e che la parrocchiale, in cui aveva sede la confraternita del Santissimo Sacramento, aveva come filiali la chiesa di San Pancrazio e l'oratorio di San Salvatore.
Grazie alla Nota parrocchie Stato di Milano del 1781, si conosce che, al censimento dell'anno precedente, i fedeli erano aumentati a 1199 e che il reddito parrocchiale ammontava a circa 1363 lire.
Nel 1824 venne posta la prima pietra del campanile, voluto dall'allora parroco don Gabriele Argenti; la torre venne ultimata nel 1835 riutilizzando i materiali ricavati dalla demolizione del campanile della chiesetta di San Pancrazio.
La parrocchiale venne poi ampliata tra il 1840 e il 1845; in quell'occasione fu ricostruita la facciata; il 22 novembre 1888 la chiesa passò al vicariato di Tradate, come stabilito dall'arcivescovo Luigi Nazari di Calabiana.
Nel 1901 l'arcivescovo Andrea Carlo Ferrari, compiendo la sua visita pastorale, riscontrò che i fedeli erano 2500 e che nella parrocchiale, che aveva alle proprie dipendenze le cappelle di San Pancrazio, dell'Immacolata, dell'Addolorata, di San Rocco e di San Salvatore, avevano sede la confraternita del Santissimo Sacramento, la Pia Unione delle Figlie di Maria, la compagnia di San Luigi Gonzaga, i Terziari Francescani e i sodalizi del Carmine, di San Giuseppe, di San Mattia e dell'Addolorata.
Il 23 gennaio 1923, in ottemperanza al decreto dell'arcivescovo Eugenio Tosi, la parrocchia passò al vicariato di Malnate, mentre poi nel 1972 entrò a far parte del decanato di Tradate.
Tra il 2012 e il 2013 la chiesa fu interessata da alcuni lavori di risistemazione, come la posa del nuovo pavimento e l'installazione dell'impianto di riscaldamento.

## Descrizione

### Esterno
La facciata della chiesa è tripartita da quattro paraste corinzie sorreggenti il timpano; al centro si trova il portale d'ingresso, sopra il quale s'apre una finestra semicircolare, mentre ai lati sono presenti sue finestrelle ad arco a tutto sesto.

### Interno
L'interno dell'edificio è costituito da un'unica navata, sulla quale s'affacciano le cappelle laterali; al termine dell'aula si sviluppa il presbiterio, a sua volta chiuso dall'abside.

Opere di pregio qui conservate sono l'altare maggiore, impreziosito dalle raffigurazioni di San Maurizio, di Sant'Alessandro e della Crocifissione di Cristo, l'annesso tabernacolo caratterizzato da due statue di angeli, i medaglioni della volta, in cui sono rappresentati alcuni santi, e gli altari minori di San Carlo, della Madonna Addolorata, risalente al 1683, del Sacro Cuore, di San Giuseppe e di Sant'Antonio di Padova.